# Vicosoprano
Vicosoprano és un antic municipi suís del cantó dels Grisons, situada al districte de Maloja. El 2010 va fusionar am Bondo, Castasegna, Soglio i Stampa i formen junts el municipi de Bregaglia, a la vall del Mera, també anomenat Maira, a la vall del Mera, també anomenat Maira.
A més del poble, hi ha tres veïnats: Roticcio, Pongello i des del 1971 Casaccia. El primer esment escrit Vicus Supranus data de l'any 1096.